# Pohnpeisolfjäderstjärt
Pohnpeisolfjäderstjärt (Rhipidura kubaryi) är en fågel i familjen solfjäderstjärtar inom ordningen tättingar.

## Utbredning och systematik
Fågeln förekommer enbart på ön Pohnpei (östra Karolinerna). Den behandlas som monotypisk, det vill säga att den inte delas in i några underarter. Vissa behandlar den som underart till rostgumpad solfjäderstjärt (R. rufifrons).

## Status
IUCN kategoriserar arten som livskraftig.